# Santiago Ixcuintla
Santiago Ixcuintla ist eine Stadt mit etwa 20.000 Einwohnern im Bundesstaat Nayarit nahe der Pazifikküste von Mexiko und Hauptort des gleichnamigen Verwaltungsbezirks (municipio) mit ca. 100.000 Einwohnern.

## Lage und Klima
Die Stadt Santiago Ixcuintla befindet sich am Río Grande de Santiago etwa 30 km (Luftlinie) östlich der Pazifikküste Mexikos in einer Höhe von ca. 20 m. Die Küstenstadt San Blas liegt etwa 45 km (Fahrtstrecke) südlich; die Landeshauptstadt Tepic ist ca. 60 km in südöstlicher Richtung entfernt. Das Klima ist meist schwülwarm und in den Sommermonaten außerordentlich regenreich (ca. 1600 mm/Jahr).

## Bevölkerungsentwicklung
| Jahr      | 1900  | 1950  | 2000   |
| Einwohner | 4.030 | 9.092 | 18.241 |

Das Bevölkerungswachstum der Stadt ist im Wesentlichen auf den Zuzug von Menschen aus dem ländlichen Umland zurückzuführen. Die Bevölkerung ist gemischt; Indios und Mestizen bilden die Mehrheit, Spanisch ist jedoch die meistgesprochene Sprache.

## Wirtschaft
Haupteinnahmequellen des Ortes sind der Anbau und die Weiterverarbeitung von Tabak sowie der Handels- und Dienstleistungssektor. Seit dem Jahr 2002 ist Santiago Ixcuintla Sitz der Universidad Tecnológica de La Costa.

## Geschichte
Wohl schon in vorspanischer Zeit gab es eine indianische Siedlung, die im Jahr 1531 vom berüchtigten Konquistador Nuño Beltrán de Guzmán († 1544) eingenommen und von anderen sukzessive ausgebaut wurde. Im Jahr 1860 erlebte der Ort eine bewaffnete Auseinandersetzung mit den Rebelleneinheiten um Manuel Lozada. 50 Jahre später erhielt der Ort die Stadtrechte (ciudad).

## Sehenswürdigkeiten
Das weitgehend geradlinig verlaufende Straßennetz weist auf spanische Ursprünge hin. Zentrum des Ortes ist der Zocalo mit Rathaus und Hauptkirche. Zum Ort gehören mehrere Barockkirchen sowie andere Bauten aus der Kolonialzeit.